# Johannes Tratter
Johannes Tratter (* 21. Oktober 1962 in Hall in Tirol) ist ein österreichischer Politiker (ÖVP) und Jurist. Er war von 2012 bis 2022 Landesrat in der Tiroler Landesregierung Platter II und Platter III. Vom 25. Oktober 2022 bis zum 4. Juli 2023 war er Abgeordneter zum Tiroler Landtag.

## Ausbildung und Beruf
Tratter besuchte zunächst die Volksschule in Hall und absolvierte danach zudem die Haller Hauptschule. Er bildete sich in der Folge am musischen PORG in Volders weiter und studierte zwischen 1989 und 1993 Rechtswissenschaften an der Universität Innsbruck, wobei sein Interesse für öffentliches Recht geweckt wurde. Er absolvierte des Weiteren 1994 sein Gerichtsjahr und trat 1995 in den Dienst des Landes Tirol, wobei er zunächst in der Abteilung für Zivilrecht des Landes Tirols und als Referatsleiter an der Bezirkshauptmannschaft Schwaz eingesetzt war. Ab 1997 arbeitete er drei Jahre lang im Büro von Landeshauptmann Wendelin Weingartner, bevor er 2000 als Bezirkshauptmann zur Bezirkshauptmannschaft Kufstein wechselte. Dort war er sechs Jahre lang aktiv, bevor er am 1. Jänner 2006 Leiter der Abteilung Wirtschaft und Arbeit beim Amt der Tiroler Landesregierung wurde. Bis 2010 wirkte er dort auch als Gruppenvorstand und oberster Beamter der Abteilungen Wirtschaft und Arbeit, Finanzen, der Gemeindeabteilung, der Tourismusabteilung, der Wohnbauförderung, des Bau- und Raumordnungsrecht sowie Raumordnung-Statistik. Tratter wirkte bis 2010 in dieser Funktion.
2023 wurde er zum Geschäftsführer der Wohnbaugesellschaft Neue Heimat Tirol bestellt.

## Politik und Funktionen
Tratter übernahm im März 2010 das Amt des Bürgermeisters von Hall in Tirol und wurde am 8. März 2012 als Nachfolger von Christian Switak in geheimer Wahl mit 27 von 36 Stimmen zum Landesrat für Gemeindeangelegenheiten, Dorferneuerung, Baurecht, Raumordnung, Baulandumlegung, Öffentlichkeitsarbeit, Staatsbürgerschaftsangelegenheiten, Stiftungs- und Fondswesen in der Landesregierung Platter I gewählt. Seit Mai 2013 ist Tratter in der Landesregierung Platter II Landesrat für Gemeindeangelegenheiten, Arbeitsmarkt- und Arbeitnehmerförderung, Baurecht, Raumordnung, Wohnungs- und Siedlungswesen und Öffentlichkeitsarbeit. Im Detail ist er für die Agenden Öffentlichkeitsarbeit, Presse- und Rundfunkangelegenheiten,  Baurecht und baurechtliche Nebengesetze, örtliche Raumordnung, überörtliche Raumordnung mit Ausnahme der Förderungen nach dem Infrastrukturförderungsprogramm des Landes, Baulandumlegung, Tiroler Bodenfonds, Stadt- und Ortsbildschutz, Statistik, Volkszählungswesen,  Gemeindeangelegenheiten, Wirtschaftsaufsicht über die Gemeinden und Gemeindeverbände einschließlich der Bezirkskrankenhäuser, Gemeindeabgaben, Wasserleitungsfonds, Dorferneuerung, Arbeitsmarkt- und Arbeitnehmerförderung, Beteiligung des Landes an der Tiroler Arbeitsmarktförderungs GmbH, Arbeitsrecht, soweit es sich nicht um land- und forstwirtschaftliche Arbeiter und Angestellte handelt, berufliche Erwachsenenbildung, Wohnungs- und Siedlungswesen, Wohnbauförderung, Mietzins- und Annuitätenbeihilfen, Aufsicht über gemeinnützige Bauträger, Landeskraftwagenverwaltung und Kriegsgräberfürsorge zuständig.
Auf Weisung des damals zuständigen Landesrats Johannes Tratter erhielt die Tiroler Tourismusgemeinde Seefeld die aufsichtsbehördlichen Genehmigungen für Haftungsübernahmen von Darlehen im Zusammenhang mit der Ski-WM 2019.

## Privates
Tratter war bis zu seinem 27. Lebensjahr bei der Militärmusik Tirol aktiv und spielte Querflöte. Er ist zum zweiten Mal verheiratet und hat eine Tochter aus erster Ehe.